# フェラーリ・P

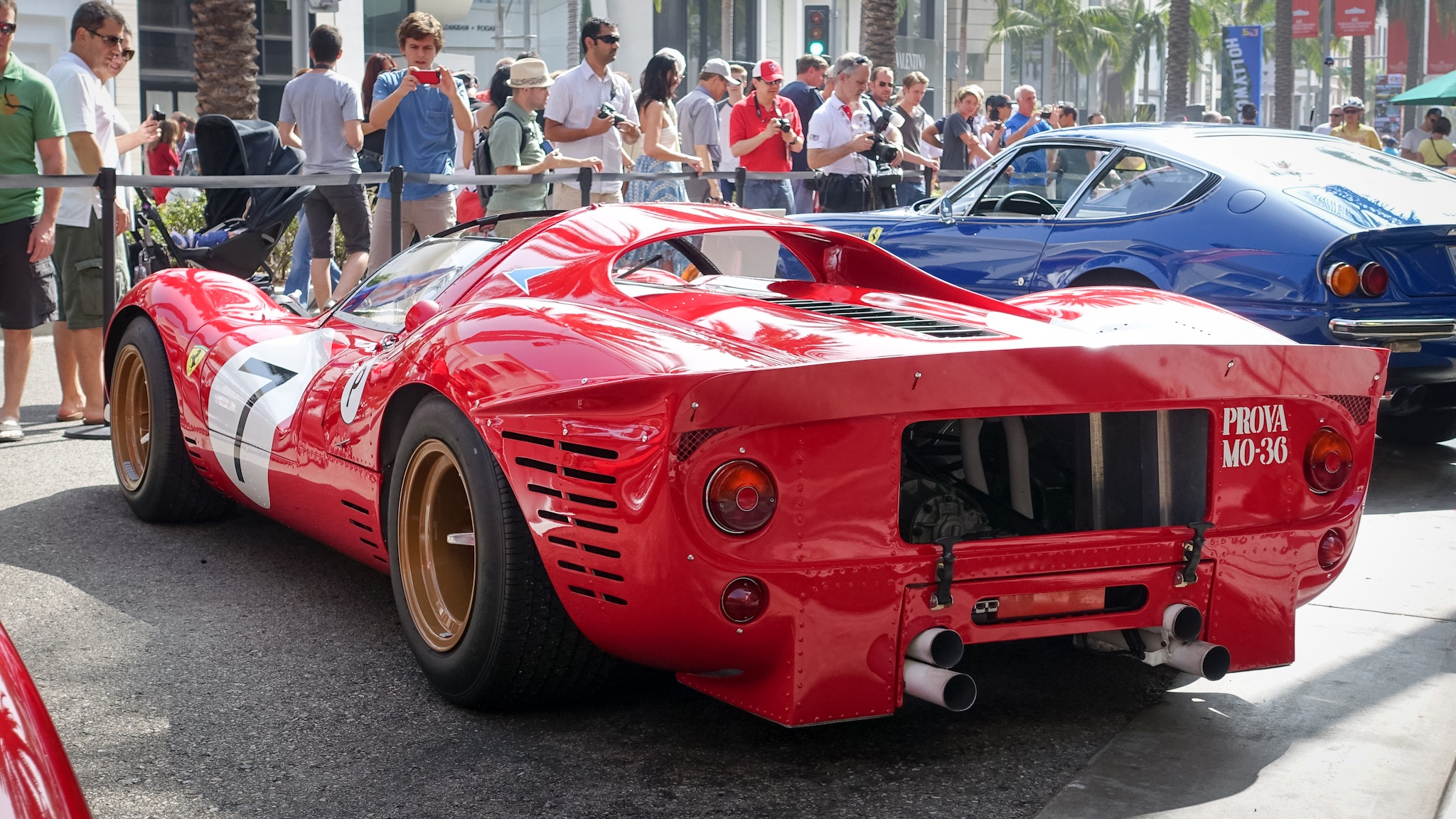
Ferrari 330 P4 (1967)

フェラーリ・P（Ferrari P ）シリーズは、イタリアの自動車メーカーのフェラーリが1960年代から1970年代にかけて製造したプロトタイプレーシングカーである。PはPrototipo=Prototype（試作品）を意味する。ここではスクーデリア・フェラーリの活動の中心となった、いわゆるワークスカーについて記述する。
Pシリーズの生産台数は、250Pの“0810”から、最後のワークスカーになった312PBの“0898”までと、512Sとして生産された25台を含めても70台に満たない。

## 解説
フェラーリのPシリーズは、車体番号の末尾が必ず偶数になっている。これはGT系の車体番号の末尾が奇数になっているのと共に、当時のフェラーリの伝統だと考えられる。また、フェラーリのプロトタイプスポーツの車体番号は、製造された順に与えられるため、完成順やモデルの発表順ではなく、新しいモデルの車体番号が前年型より番号が古かったり、同じモデルでも、1号車より若い番号の車が後に完成している場合がある。さらに事故で廃車扱いにされ部品取りに使用されたり、改装され次世代のマシンとなった車も多いが、当時のフェラーリは、イタリアの零細自動車メーカーであり、慢性的な資金不足のため“市販車を売ってレースの活動資金にした”という活動の現われである。

### 1962年のレギュレーション変更
国際自動車連盟 (FIA) の国際スポーツ委員会 (CSI) は、1962年からワールド・スポーツ・カー・チャンピオンシップ (WSCC) をGT（グランド・ツーリングカー）クラスにのみ与えることを決定した。これに対し当時世界3大レースのひとつに数えられていた、ル・マン24時間レースの主催者フランス西部自動車クラブ(ACO)は大いに不満を表明した。その言い分はGTはSports（スポーツ・事実上のオープンクラス）に比べて明らかにスピードが遅く、レースとしての興味が薄れ、興行として成り立たなくなり存続が危ぶまれるというものだった。結局ACOはCSIに強く働きかけ、1962年シーズンもスポーツをプロトタイプ（Prototype ）またはエクスペリメンタル（Experimental ）として出場させてしまった。これを知った各耐久レースの主催者（セブリング・タルガ・フローリオ・ニュルブルクリンク等）もそれに習いACOと同様の措置をとった。
CSIは結局これらのレース主催者からの圧力に屈して、1963年からプロトタイプまたはエクスペリメンタルを正式なカテゴリーとして取り上げ、ここにGT Prototypeが生まれた。GT Prototypeは年間最低生産台数の規定がないこと、ウインドスクリーンの高さが20cm以上であることを除けば、ほぼGTの規格（1963年当時）に準じており、自動車としての最低限の居住性・対侯性・視界を備えていれば、GTの規格の中で（量産を前提としないため）高度なレーシングマシーンを製作することは、当時の高性能スポーツカーメーカーであればどのメーカーでも可能なレギュレーションとなった。チャンピオンシップのポイントそのものはプロトタイプカーには与えられなかったが、以後耐久レースで優勝争いをするのはこのカテゴリーの参戦車となった。

## 250 P
250Pは1963年に製造された。開発は62年の後半から始まり、当時の主力レース車両だった250TRをミッドシップ化することから始められた。ベースとなったのは1961年に開発されたフェラーリ初のミッドシップスポーツ、ディーノ246SPで、多鋼管を溶接で組み合わせたスペースフレームに、250TRの60度V型12気筒SOHC3.0Lドライサンプエンジンを搭載していた。スタイリングはピニンファリーナで、運転席の後方に、1962年のル・マン24時間レースで優勝した330LM（TRI）とコンセプトを同じくするロールバー（後方の空気を整流する目的）を持っていた。サスペンションはディーノ246SPをほぼそのまま受け継いだ、前後輪ともダブルウィッシュボーンにコイル/ダンパーの組み合わせ、前後ともアンチロールバー（スタビライザー）を備える。ブレーキはダンロップ製のソリッドディスクブレーキで、フロントはアウトボード、リアはインボードにマウントされていた。ホイールベースは2,400mmで、車両重量は760kgと発表された。
250Pは全部で4台（シャーシNo,0810・0812・0814・0816）生産され、セブリング12時間、ル・マン24時間（0814）で優勝して、1963年の製造者チャンピオンになった。翌1964年には、4台ともボディはそのままで、排気量を大きくしたエンジン（3.3Lまたは4.0L）を搭載された。

## 275/330 P
275/330Pは1964年の耐久レース用に開発された。なお、275/330はエンジンの排気量の違いだけで、車体の違いはほとんどない。これは1963年のル・マン24時間レースの前に、フォードからの買収劇の決裂によって、1964年からフォードチームが耐久選手権（特にル・マン24時間）に参戦してくることが確実だったため、エンツォが自分のマシンに更にパワーを求めた結果だといわれる。
275/330Pは1963年に成功を収めた250Pを踏襲している。大きく変わったのはボディスタイルで、フロントのウインドスクリーンの形状やピラー角、エンジンフードのテール部分の跳ね上げが大きくなったこと、更に太くなったリアタイヤを納めるためにエンジンカウルのフェンダー部分がふくらみ、それに伴ってエアインテークの形状が変更されたことなどが挙げられる。
275Pは3.3L、330Pは4.0Lの排気量をもち、330Pは275Pより約50馬力最高出力が大きかったが、テクニカルなコース（ニュルブルクリンクなど）では、275Pがドライバーに好まれるケースが多かった。これは330Pのほうが約30kg重かったこと、それによりハンドリングが、275Pのほうが良好だったことが理由である。
275Pは、セブリング12時間、ニュルブルクリンク1000km、ル・マン24時間レースで優勝したが、330Pの方はノンチャンピオンシップ戦で優勝している（グッドウッドTT、パリ1000kmなど）。
275/330PのシャーシNo.0824は翌年、4.4Lエンジンを搭載され365Pへと改造され、スクーデリア・フィリピネッティへ供給された。“0824”はその後いくつかのレースに出場したが、1965年のモンツァ1000kmでクラッシュし、廃車扱いにされたが後年、デビッド・パイパーの手により再生されヒストリックレースなどに登場している。

## 250 LM

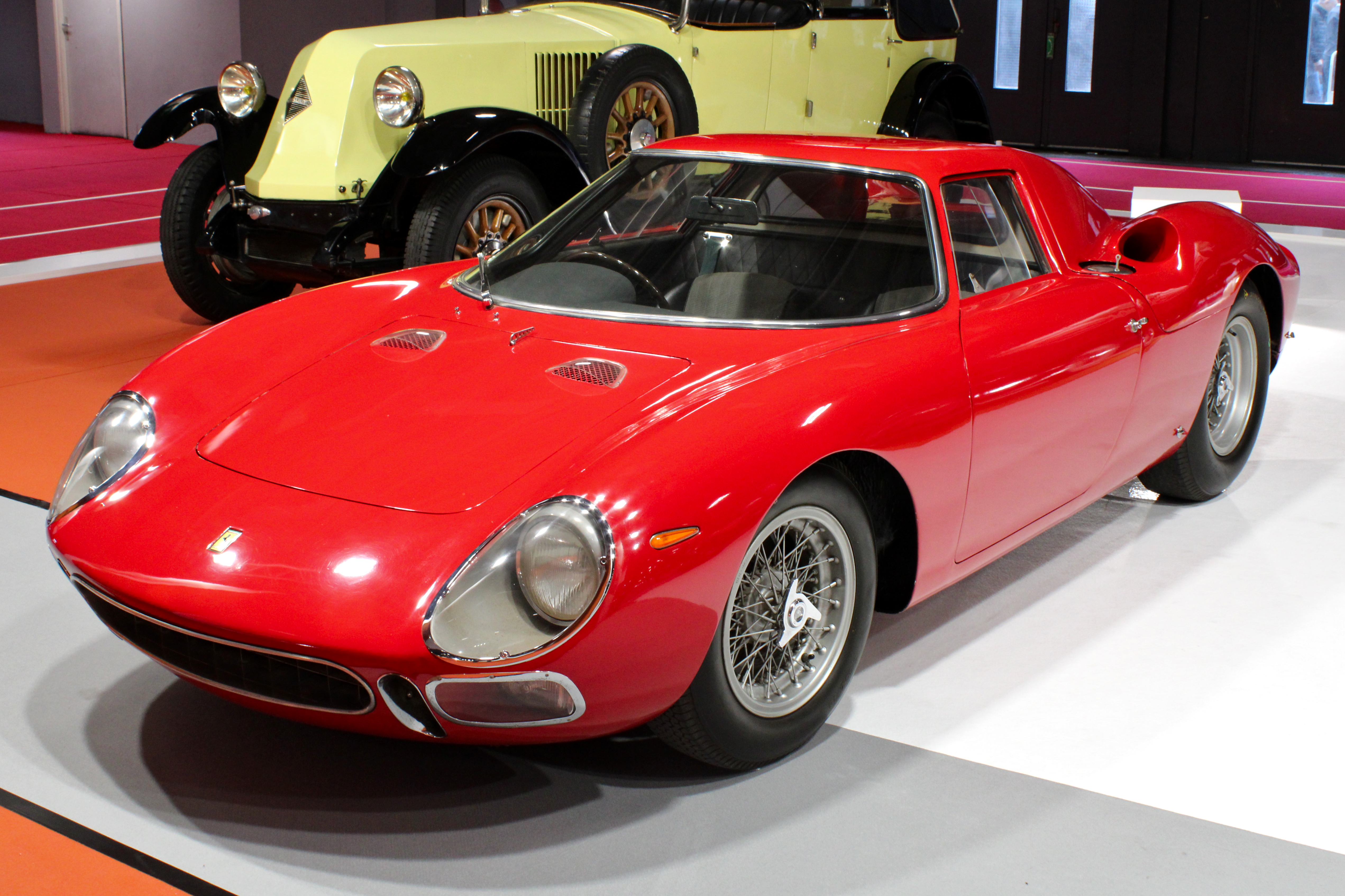
フェラーリ・250LM（1965年）

250 Pの派生型で250 LM（250 Le Mans）と呼ばれる車種も存在する。
250LMは250Pのシャーシフレームに、250GT系のエンジンとクラッシュパッド付の内装とルーフを付け、ダブルウィッシュボーンの独立サスペンション、ラックアンドピニオン式ステアリング、前後輪ディスクブレーキを装備していた。ボディのデザインはピニンファリーナであった。
1963年10月発表され、そのほとんどはプライベートのレースユーザーへ販売された。当時の価格は、マラネッロ渡しで975万リラだった。65年の耐久レースにはフォードGT40に対抗するべく、プロトタイプクラスへ的を絞って戦うべく熟成された。フェラーリワークスとしてレースには使用されなかったが、1965年のル・マン24時間レースでの総合優勝など、プライベーターに使用されたフェラーリとしては最も優秀な成績を残した。フェラーリのプロトタイプカーとしては最も長く現役でレースに出場した（1964〜1970年）。
32台が生産されたが最初の1台だけが250エンジン（3リッター）で、その後のものは275エンジン（3.3リッター)を搭載していた（それ故275LMと呼ばれる場合がある）。プロトタイプのLM（シャーシNo.5149）はその後の量産型LMには採用されなかった数々の特徴を持っていた。外観はGTO 64（シリーズII）と同じカットオフルーフに、ウイング状の清流板を備え、リアブレーキのエアダクトは小さく横向きに開けられていた。マフラーの取り出しもリアカウルから突き出した形状であった。また湾曲の大きいウインドシールドに対応するため、ワイパーが逆タンデム型になっていた。
レースには使用されずロードカー（公道用）として使用されたLMも数台あった。LMは右ハンドルが標準だったが、32台のうち3台（シャーシNo.5891・5903・5995）は左ハンドルで製作されていた。
当時フェラーリはプロトタイプクラスに毎年新型マシンを送り出しており、LMは本来250GT系の後継GTカーとして開発された。LMの車体番号の末尾が、すべて奇数なのはそのためである。しかし連続する12ヶ月間に100台以上生産しなければならないGTクラスの規定に対し、当時のフェラーリには生産能力がなく、GTクラスのホモロゲーションが取れずプロトタイプクラスでのエントリーになってしまったという経緯がある。そのため排気量では不利になるプロトタイプクラスでの戦いを余儀なくされた悲運のマシンである。
1965年のル・マン24時間レースではワークスの330P2（下記）が全滅し、ノースアメリカン・レーシングチーム (N.A.R.T) からエントリーした250LMが優勝した。ル・マンの連続優勝記録を伸ばしたことでかろうじてフェラーリチームはその面目を保ったが、1965年以後フェラーリがル・マンで優勝することはなかったのだから、レース前にこの250LMが出場することの重大さに気付いた者は誰もいなかった。

## 275/330 P2

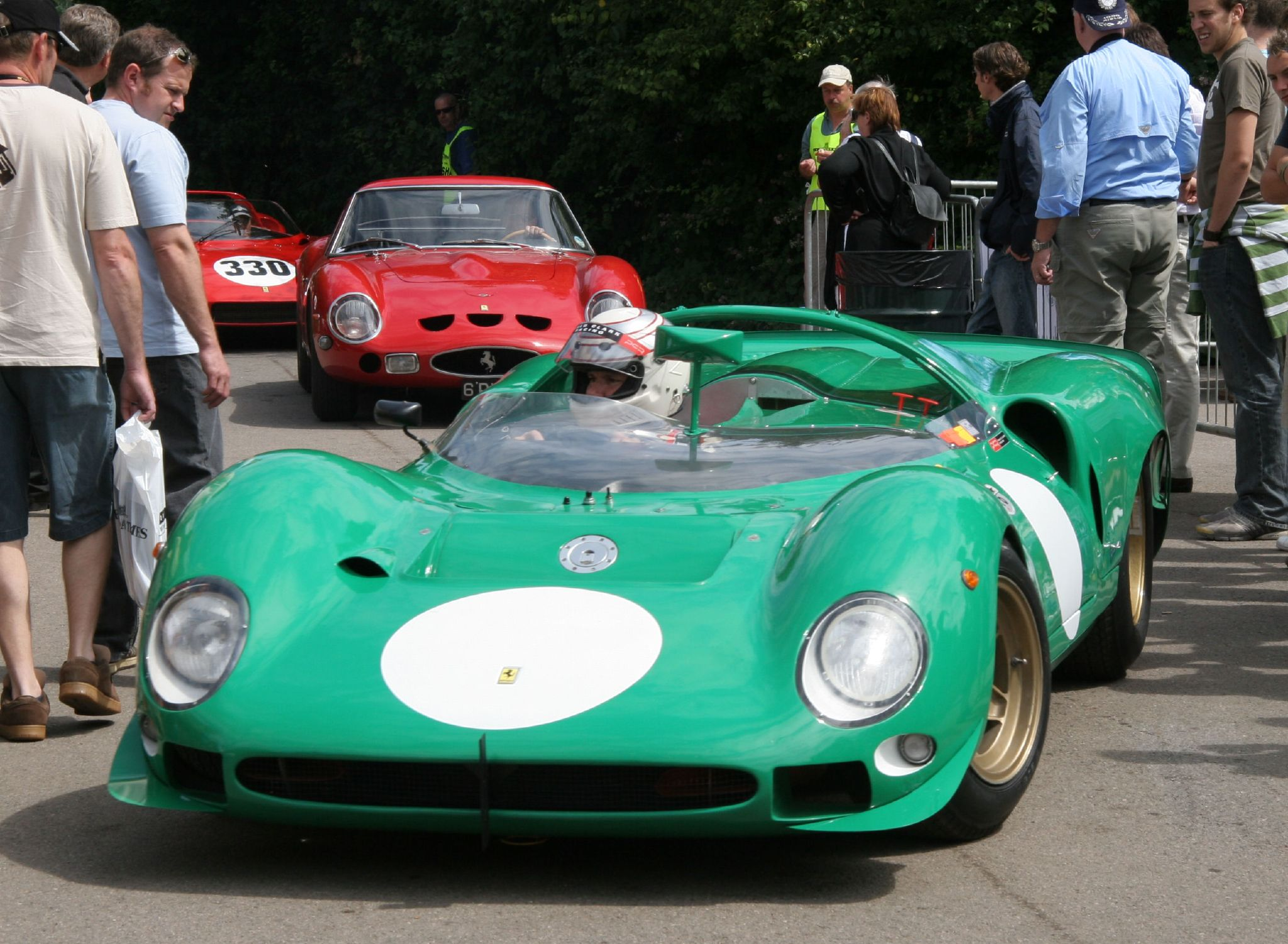
フェラーリ・330P2（1964年）

1964年のル・マン24時間レースでフォードGT40の速さにおびやかされたフェラーリは、1965年用に275/330Pを全面的に改良した車両がP2である。
275/330P2は排気量以外大きな違いはなく、この時代のフェラーリは、出場レースによってエンジンを使い分けていた為、その時の搭載エンジンによって275/330と呼ばれた。ここでは単にP2と表記する。
エンジンは275/330PのSOHCから、スーパーテスタロッサ以来のDOHCに変更された。スペックは60度V型12気筒DOHCで、動弁はチェーン駆動2バルブ（吸排気それぞれ1）であった。排気量は前年の3.3/4.0Lと変更なかった。点火系はバッテリー点火のままだったが点火プラグが2個に増やされた。燃料供給はウェーバー製キャブレターのままだったが、吸入口径が拡大された40DCN/2を6基採用した。圧縮比は3.3/4.0ともに9.8:1で、最高出力は3.3Lが350馬力/8,500rpm、4.0Lが410馬力/8,200rpmと向上した。クラッチは前型と変わらず変速機の最後部に搭載されていた。トランスミッション、駆動系には大きな変更はなかった。
シャーシは、それまでの多鋼管を溶接して組まれたスペースフレームから、フェラーリのF1マシンと同じ、パイプで組まれたセンターセクションに、アルミパネルをリベット止めする工法で組まれたセミモノコックへと変更された（フェラーリではこれを航空機と同じ工法ということで「エアロ」と呼んでいた）。フロントサスペンションはPと変わりなかったが、太くなったリアタイヤのため、リアサスペンションはF1からのフィードバックで、上部はIアーム、下部は逆Aアーム、これにそれぞれラジアスアームが付いた。さらにジオメトリーもキャンバー変化が少なくされた。
ブレーキはPと変わらず、フロントはアウトボード、リアはインボードにマウントされていたが、ブレーキディスクがソリッドからベンチレーテッドに変更された（このリアブレーキがル・マンでトラブルを引き起こすことになる）。ホイールは、それまでのボラーニ製のワイアースポーク/アルミリムから、フェラーリ自社製のマグネシウム合金製へと変更された。リム幅はフロントが8in、リアは9inに拡大された。
ボディスタイルはオープンルーフのスパイダーが標準で、このP2から風洞実験と実際の走行試験の結果、デザインが決定された。ウエストラインは275/330Pより低くされ、前後のフェンダーが大きく張り出すスタイルになった。ノーズはリフトを押さえるため地面に近づけられた。さらに高速時のダウンフォースを得るために、別体式のリアスポイラーが与えられた。
P2はセブリング12時間、モンツァ1000km、タルガフローリオで優勝した。1965年のル・マンでは、3台出場したが全てリタイアした。ハードなブレーキングと長いストレートでの長時間冷却が繰り返された結果、P2から採用されたリアブレーキのベンチレーテッド・ディスクローターにクラックが入り、エンジンブレーキを多用せざるを得なくなった結果、駆動系やエンジンに深刻な悪影響が及んでいった。その結果、エンジンのオーバーレブによるバルブ破損と、クラッチ破損からギアボックスのトラブルに至り、リタイヤとなった。なお、ル・マンにだけクーペボディのP2（S/N.0832）がエントリーしていた。

## 365 P2
365P2は、フェラーリがワークスチームのバックアップ用として、プライベートチーム用に開発、供給したレース車両である。
1965年に275/330P2として製造された、シャーシNo,0838は275/330P2としては使用されず、プライベートチームのノースアメリカン・レーシングチーム (N.A.R.T) へ365P2として供給された。275/330P2からの変更点は、エンジンが330P2の4.0L・DOHCから、330Pで使われていた4・0L・SOHCをボアアップした4.4Lエンジンを採用していた。キャブレターはウェーバーの42DCN/2を6基搭載し、最高出力は380馬力/7,300rpmを発生した。
1965年シーズン後、4台残ったP2も3台が365P2へと変更され、プライベーターへ供給された。
1966年には、レギュレーションの変更に伴い、1965年に365P2へ変更された4台は全て、365P2/3へと進化した。変更点はウインドスクリーンをP3に似た半球状へ変更、ボディワークも新しいレギュレーションに適合したものに改良された。駆動系は、ギアボックスがZF製の5速へ変更、さらにタイヤのワイド化に対応して、サスペンションにも改良がされた。ブレーキはP3と同じく、ダンロップ製からガーリング製へ変更された。さらにル・マンでは“0838”がロングテール仕様のボディに改造された（0838は同じ仕様で1967年のル・マンに出場している）。
なお、シャーシNo.0838はプロトタイプカーとして3年連続ルマンに出場している（1965年・1966年・1967年）。

## 330 P3

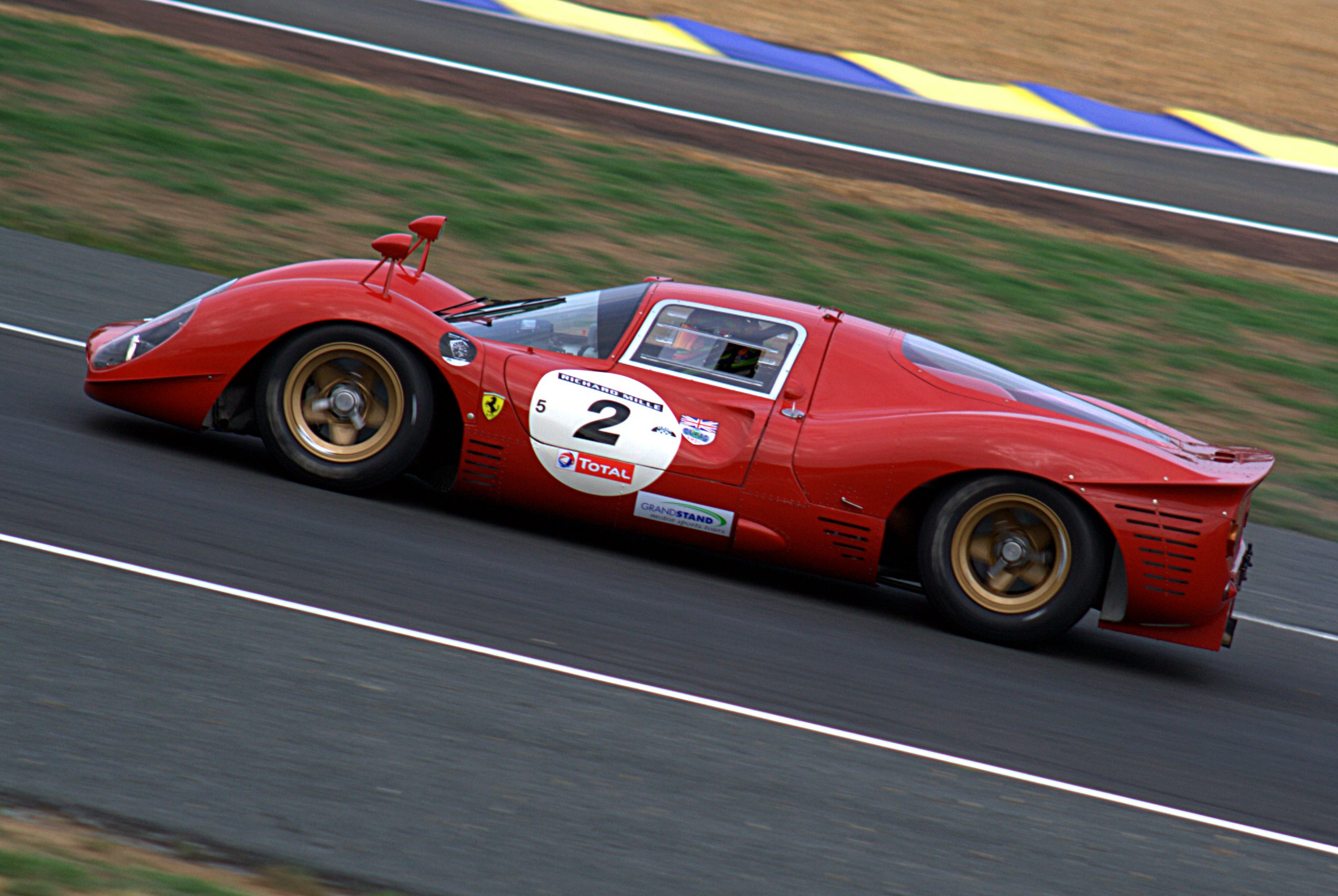
フェラーリ・330P3（1966年）

1966年、330 P3が投入された。エンジンは330P2から発展したチェーン駆動のDOHC・バンク角60°のV型12気筒で、イグニッションは1シリンダーあたりに2本の点火プラグを持つ2重点火方式、さらに圧縮比が10.5まで高められた。燃料供給はルーカス（英語版）製の燃料噴射を採用、これにより以前のキャブレター仕様よりも最高出力・最大トルク共に増大した。点火系は他社がトランジスター点火へ移行しつつある中、P2と同じくポイントによる点火のままであった（ポイント点火方式は多気筒や高回転で使用すると失火が多くなり、ミスファイアーを生じて出力が落ちる）。変速機は当時イタリア全土を巻き込んだ労働ストライキのため、フェラーリ自社製のギアボックスが間に合わず、ZF製のトランスアクスルを採用した（これについては諸説あり、フェラーリ設計のギアボックスをZFへ製作依頼したとする説もある）。またこれに伴いクラッチをそれまでの変速機後端から、通常のエンジンと変速機の間へ移動した。ブレーキはP2のダンロップ製から、ガーリング製へと変更されたが、リアブレーキの搭載位置は変更されなかった。ボディはカロッツェリア・スポーツカーズ社製のいわゆるドローゴボディを採用した。この年のレギュレーション変更に伴いフロントウインドシールドの最低高が90 cmに下げられたのが車体の低さに貢献した。車両重量はP2から約100 kgの軽量化に成功し、レギュレーションの最低重量である700 kgをわずかに上回る720 kg（スパイダーボディ）を達成した。ボディの材質はアルミ合金で、ドアパネルがFRP製、このP3からデュアルヘッドランプを採用した。
フェラーリのワークスチームはこの330 P3を走らせたが、プライベートチームにはSOHC、単点火、キャブレター仕様の4.4 Lエンジンを搭載したP2/3を供給した。
この年の330 P3はツキに見放されていたといって良いほど不運だった。労働争議のため、本来の定数（フェラーリはP3を5台製作する予定だった）がルマンの直前で3台しか揃わなかったうえ、シェイクダウンに十分な時間がとれず、ミッションやブレーキの煮詰めができなかった。さらに、ライバルであったフォードチームほど結束が強くなかったことなどが挙げられる。モンツァとスパでは優勝できたが、それまで連勝してきたル・マン24時間レースではフォード・GT40マークIIに優勝を許してしまい、P3・P2/3とともに全車リタイアの憂き目を見ている。

## 412 P

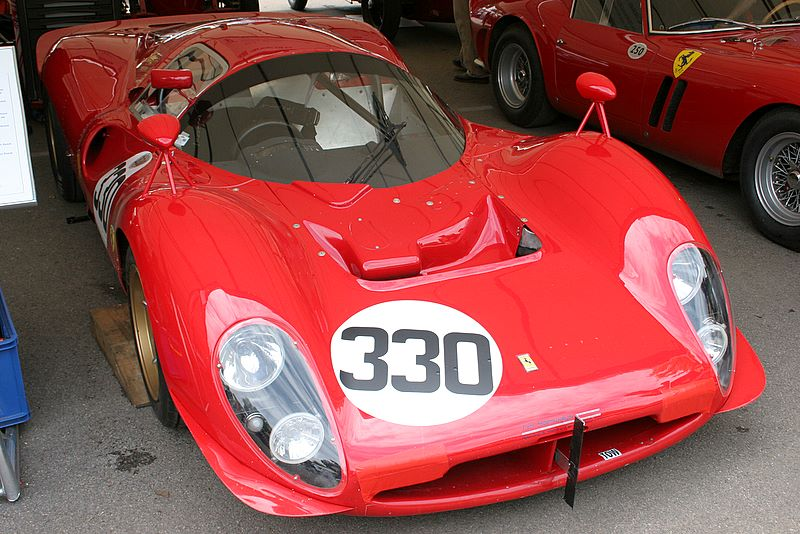
412P 0844 2007年のグッドウッド フェスティバル オブ スピードにて

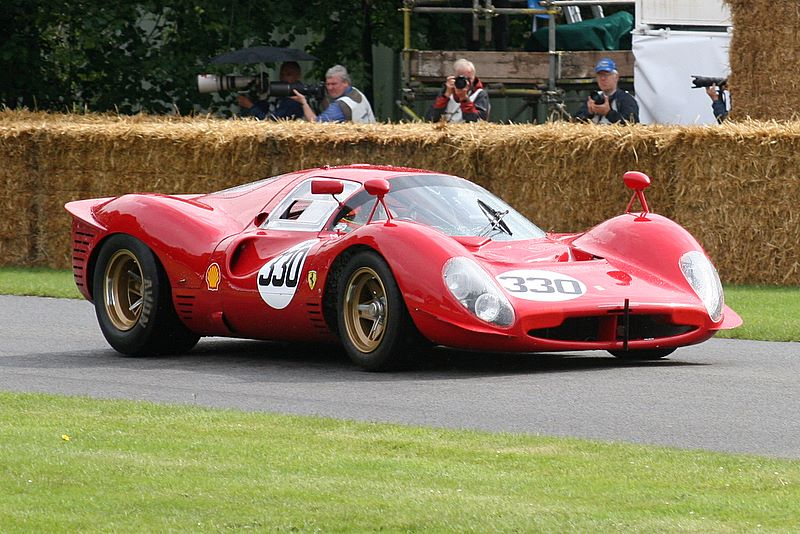
412P 0844 at the 2007年のグッドウッド フェスティバル オブ スピードにて

412Pは、330P4のバックアップ用としてプライベートチームへ供給したレース用車両である。
開発初期にP3/4と呼ばれたこの車は、P4とほぼ同じボディを持ち、エンジンはP3と同じ仕様で、燃料供給がルーカス社製の燃料噴射装置からウェーバー（マニエッティ・マレリ）のキャブレター仕様に変更されている。またギアボックスはZF製、駆動系、ブレーキ、ホイールはP3の物を採用していた。67年になってからP3/4は412Pと命名された。
前年のル・マンでフォードによる物量作戦を目の当たりにしたフェラーリは、1967年用の330P4のバックアップをプライベートチームの412Pと365P2/3に担わせた。412Pは4台製造されたが、そのうち2台は1966年に使用されたP3のシャーシを改装して製作された（このためP3/4と呼ばれる）。しかし、1967年シーズン中にフェラーリ自社製のギアボックスへの換装とカンパニョーロ製の星型ホイールを採用といった小改良を重ねた結果、ボディ外観の一部とエンジン以外、本物のP4と見分けが付かなくなってしまった。大きく違うのはP3/4がワイパーの付根にブレーキ・クラッチのマスターシリンダーがあるため、その部分に箱状の出っ張りがある。
残り2台の新造412Pは、労働争議で製作が遅れ、1966年のルマンに間に合わなかった本来P3として完成するはずだったシャーシを使用して製作された。

## 330 P4
330 P4は、1966年のル・マン24時間レースで大敗を喫した屈辱を晴らすため開発された。当初、フェラーリはライバルのフォードGT40に対抗するため、排気量を上げるのではないかと予想されたが、フェラーリのエンジニアたちは4Lのエンジンに手を入れるだけで重量増加なく良い結果が得られると考えた。実際には、後のCan-Amに使用された350＝4.2L仕様エンジンも設計されていた。
シリンダーブロック・シリンダーヘッドは新設計となり、吸気2、排気1の3バルブを採用した。点火はP3と同じく、バッテリー点火による二重点火だが、点火プラグのネジ径が12mmから10mmへ変更された。ギアボックスはいくつか欠点のあったZF製から、フェラーリ自社製のギアボックスへ変更された。リアブレーキはP3のインボードから冷却効率の向上を狙ってホイール内へ移動し、アウトボードマウントとなった。1965年のル・マンで330P2のリアブレーキディスクにクラックが多発した問題に、ここに至ってようやく対策がとられ、ディスクローターにスタッドを通す方法を採用し、迅速に交換ができるよう整備性の向上が図られた。ホイールは新しいファイアストンのレーシングタイヤを装着するために、カンパニョーロ社のエレクトロン製（アルミとマグネシウムの合金）星型のホイールが採用された（それまでの軽合金製ホイールはダンロップの特許に基づくフェラーリ自社製）。ボディはそれまでのPシリーズ同様、軽量化のためルーフをなくしたスパイダーと、高速サーキット用のベルリネッタが用意された。
1966年の秋、3台製作された330P3の1台（S/N：0846）を改装して330P4の1台目が完成し、残りの2台は412Pへ改装された。P4は最初のP3からのコンバートを含め全部で4台製造された。
1966年の12月、翌年のデイトナ24時間レースに備えフロリダのサーキットでテストが行われた。この時のラップタイムはそれまでフォードGTマークIIが持っていたコースレコードを塗り替えてしまった。これがフォード側には脅威となり、後にGTマークIIBを開発、さらにテストタイプだったJカーの改良型をマークIVとしてデビューさせることとなった。

### 1967年の戦績
1967年のデイトナ24時間レースでは、フォードGTマークIIBが駆動系のトラブル（ギアボックスのメインシャフトが熱処理不良で破損）で次々と脱落していく中、P4（0846）が1位、P4（0856）が2位、412P（0844）が3位に入った。24時間目のゴールラインを通過する際、1-3位のフェラーリが横一列に並びフォードの地元アメリカのサーキットで1・2・3フィニッシュを決め、前年のルマン24時間レースでの雪辱を果たした形になった。続くセブリング12時間レースではルマンのテストデイに備えるためという理由でフェラーリチームは不参加。そのためマークIVをデビューさせたフォードは、ライバル不在のまま勝利をおさめた。次のモンツァ1000kmではP4が優勝、続くスパ1000kmではミラージュ・フォードが優勝した。続くタルガ・フローリオでは1〜3位をポルシェが占めた。4月のル・マンのテストデイ以降P4とフォードGTマークIVは顔を合わせておらず、ル・マンで雌雄を決することになった。
ル・マン24時間レースはかたやアメリカの大メーカー、かたやイタリアの小工房の全面対決となった。陣容はフォードがマークIVを4台、対するフェラーリもP4を4台投入という真っ向勝負となった。予選はフェラーリ勢が無理を避けた（と言われている）ため2位のシャパラル以外1〜6位をフォード勢が占めた。トップのブルース・マクラーレン/マーク・ダナヒュー組のマークIVと、フェラーリ勢トップのルドビコ・スカルフォッティ/マイク・パークス組のP4とでは予選タイムで4秒以上の差があった。予選時、マークIVの何台かがフロントガラスが破損するトラブルが発生している。またP4も“0860”がクラッシュし参戦が危ぶまれたが、本戦までに修復された。
本戦の序盤はマークIVが上位を占めフォード優位で進んだ。開始9時間後、クリス・エイモンのドライブするP4スパイダー“0846”がトラブルでピットへ戻る途中火災が発生しリタイヤした。レースが後半にさしかかったころ、マークIVとマークIIBがクラッシュ、リタイヤした。この時点で1位はA・J・フォイト/ダン・ガーニー組のマークIV、2位がスカルフォッティ/パークス組のP4、3位がシャパラル、4位がメアレーゼ/“ブーリーズ”組のP4となっていた。その後シャパラルがリタイアし、1位マークIV、2〜3位がP4というかたちで終盤を迎えるが、結局P4はマークIVをとらえることができずそのままゴール、フェラーリは優勝を逃してしまう結果となった。
実際のラップタイムでは、P4がテストデイで出したベストタイムより、マークIVのファーステストラップは3秒近く速かったし、最高速度にいたっては、マークIVはP4より30km/hちかく速かったと記録されている。フォードチームは、この年のル・マンに勝つことだけを目標にしており、これ以後の耐久レースに顔を出すことはなかった。
その後、ブランズ・ハッチのBOAC500に出場、クリス・エイモン/ジャッキー・スチュワート組のP4が2位に入賞してポルシェを下し、フェラーリはワールドチャンピオンシップのタイトルを獲得した。なお、1967年一杯で3L以上のスポーツ・プロトタイプが禁止となり、P4やフォードGT、シャパラルなど大排気量スポーツカーはCan-Amへその活動の場を移すこととなる。

### P4"0900"
1967年の・ルマンに出場した4台以外に、スペアパーツを用いて製作されたP4が1台存在する。これはファクトリー製ではないイギリス製のレプリカシャーシフレームにスペアパーツを組み付ける形で製作された。
ボディはスパイダーで、前部のエアインテークが2つなので、1967年の最終戦（BOAC500マイル）の時に使用されたものと同仕様である。完成時は車体色がレッドだったが、その後グリーンに塗り替えられた。
この“0900”の製作に当って、1967年のルマン24時間レースで炎上した“0846”のパーツが多数使われたとする資料がある（ボディパーツは“0860”がCan-Am仕様へ変更された際の外し部品とする資料もある）。また複製部品も多数使用されているため、オリジナルのP4とは異なる箇所も多い。
この複製P4はデビッド・パイパーが、“0858”の売買に関与した際、このP4に付いていた大量のスペアパーツを入手、フェラーリのファクトリーから借り出した図面を元にイギリスでレプリカシャーシを製作し、後年エンツォ・フェラーリから特別に車体番号の使用を認められ、シャーシNo#0900を与えられた。
パイパーは、この“0900”をヒストリックレースに使用したが、1990年には日本のTIサーキット英田のオープニングイベントに来ている。
また、デビッド・パイパーは同様のレプリカP4を何台か製作しているが、“0900”を含め少なくとも3台のレプリカP4があることが確認されている。

## 350 P
350Pは、Can-Am用に改造された330P4で、シャーシNO.0858と0860の2台がある。1967年の耐久選手権の後、フェラーリワークスとして1967年のCan-Amに参戦、この年3レースを戦う。エンジンはP4の設計時に開発されていた350（4.2L）エンジンを搭載し、ボディの一部を取り去って軽量化し、Can-Amへ挑んだがこれといった戦績は残していない。0860は翌1968年にも2戦Can-Amに出場しているが、第1戦ロード・オブ・アメリカでは13位、第2戦ブリッジハンプトンでは24位と全く良いところがなかった。
当時Can-Amで活躍していたマクラーレンやローラのマシンは、6〜7Lの排気量を持っていたのに対し、4.2Lの改造マシンでは歯が立たないことを痛感したフェラーリチームは、1968年シーズンのために612Pを開発することになる。

## 612 P
612Pは、1968年のCan-Am参戦用に開発された。製造は2台予定されていたが、完成したのは1台のみでシャーシNO.0866が確認されている。なお、この0866の製作に当って、1967年のル・マンで炎上し廃車扱いになった330P4"0846"の部品が多数使われた（これには異説があり、デビッド・パイパーのP4“0900”に“0846”の部品が使われたとする説あり）。
612Pとして完成しなかった"0864"はその後、ピニンファリーナ・モデューロ（Pininfarina Modulo）として一般に公開された。
シャーシはP4と同じ構成の「エアロ」と呼ばれたフェラーリ伝統のセミモノコック、エンジンは60度V型12気筒4バルブで、フェラーリとしては最大の6.2Lという排気量を持っていた。この新設計の6.2Lエンジンは、ボア×ストロークが92mm×78mmで6,221ccから620馬力/7,000rpmを発生した。ミッションは、P4のものを強化した、フェラーリ自社製の5速+リバース（4速とした資料あり）。
このマシンの特徴は、車体の中央（エンジンの真上）の高部に取り付けられた、大型のウイングで、運転席のスイッチにより、油圧作動で角度を変えることができた。さらに、フロントノーズのエアアウトレットに取り付けられたカバー状のパネルは、ブレーキ操作により起き上がり、エアブレーキの役目を果たした。ボディは、自社デザインで、アルミ製であった。
フェラーリは1968年の開幕戦に向けて製造を急いだが、実際のレースに間に合ったのが最終戦のラスベガスと、大幅に遅れた。レースではスタート直後の多重クラッシュに巻き込まれコースアウト、その際にエンジンが吸い込んだ砂のため、インジェクショントラブルでリタイアしている。
翌1969年には、1968年型の特徴であった、中央部のウイングを廃止した。ただしシーズン半ばで復活させ車体後部に移設、リヤホイールのアップライトにステーがマウントされた。ボディ回りのデザイン変更により、マシンはコンパクト化され、100kgほど軽量化された。エンジンは最高出力が660hpへ強化され、さらにシーズン途中で6,781ccエンジンが投入された。
この年のフェラーリチームは、耐久選手権とF1に資金、人員とも出し尽くしており、Can-Amへワークス参戦する余裕は皆無であった。そこで612Pのドライバーであったクリス・エイモンが、自ら資金調達をして、チームを運営、マシンはフェラーリから借り受けるかたちでCan-Amへの参戦となった。そのためシーズン後半では資金難に陥ることになった。なお、612Pへパーツ取りに使われた330P4（0846）を、ル・マンで炎上させたのはクリス・エイモンであり、この車との因縁がうかがえる。
1969年シーズンは、第3戦、第4戦、第5戦でそれぞれ3位、2位、3位に入賞しているが、第6戦〜第8戦はリタイアに終わっている（エンジンの潤滑系トラブルが多く、612Pの弱点とする資料あり）。
シーズン後半（第10戦）で6.9Lエンジンを搭載した712P（0866の改良型）を投入するが、712Pになってからは全てリタイアしている（第10戦はプッシュスタートによる失格）。
1970年に、"0866"は512Sのエンジンを搭載され512PとしてプライベーターからCan-Amに出場、3戦を戦い、第8戦ドニーブルックスでは4位に入賞したが、その後は全てリタイアとなった。
なお、612Pのシャーシ・ボディを縮小する形で流用し作られたのが、1969年の耐久シリーズを戦うことになる312Pである。

## 712 P
1971年のCan-Am選手権用に開発されたマシンで、612Pの改良型ではなく、512SのシャーシNo,1010をCan-Am仕様のオープンボディに改造し、7.0Lエンジン（1969年の612Pに搭載されたものとは全く別物との説あり）を搭載したマシンである。第4戦のワトキンズ・グレンに登場し、予選5位、決勝4位と健闘したが、なぜかその後1971年のCan-Amに出場することはなかった。
翌1972年にはN.A.R.Tから2戦出場。第3戦のラグナ・セカでは10位、第5戦のエルクハート・レイクでは4位に入賞している。
更に翌1973年には同じくN.A.R.Tから、第3戦ワトキンズ・グレンに参戦しているが、リタイアに終わっている。

## 312 P

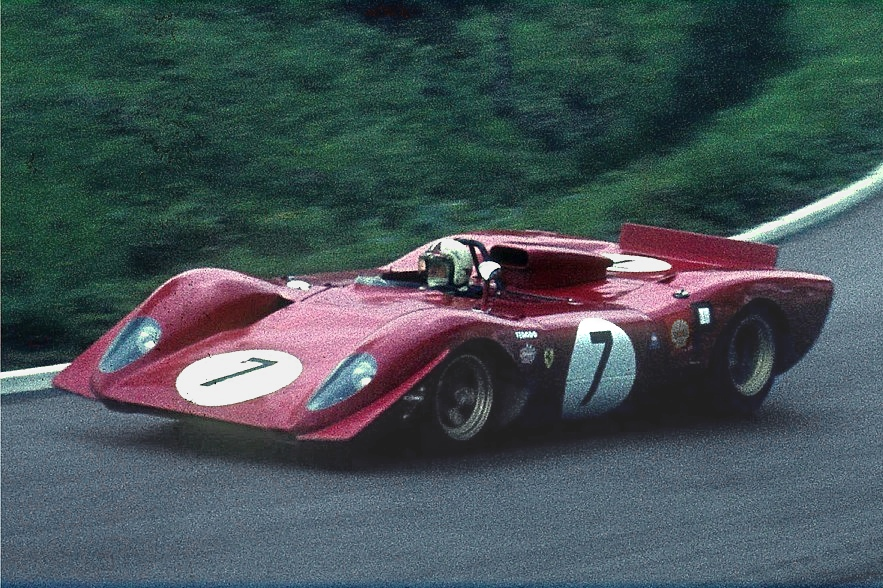
1969年ニュルブルクリング1000kmでの312P

1968年のレギュレーション変更に伴い、スポーツプロトタイプクラスへの参戦を1年見送ったフェラーリは、1969年シーズン用に312Pを送り出した。
FIA-CSI（国際スポーツ委員会）は、1968年のレギュレーション変更で、急激に上がったスピードを抑制するという理由で、ヨーロッパのサーキットからフォードGT等、一連の大排気量プロトタイプカーを締め出すことに成功したが、唯一それらと渡り合っていたフェラーリP4や412Pをも締め出す結果になった。この決定に激怒したエンツォ・フェラーリは「1968年以後、うちの車を耐久選手権には出場させない」と発表した。だが実際にはP4（350P）をCan-Amに出場させたり、その後612Pを開発するなど、フェラーリチームが耐久レースから手を引いたとは、誰の目にも見えなかった。大方の予想通り、1968年12月にフェラーリは1969年シーズンから耐久レースに復帰すると発表し、同時に312Pを公開した。
312Pのシャーシは330P4とほぼ同じ構成の、一部鋼管フレームに一部モノコックフレームを組み合わせ、サスペンションもP4と同様のフロント/ダブルウィッシュボーン・リア/4リンクという構成、エンジンはF1用に開発された312エンジン（60度V型12気筒DOHC4バルブ2,990cc）を耐久レース用にチューニングしたものを搭載していた（F1用が436HP、312P用が420HPといわれた）。ギアボックスもF1からの流用で、フェラーリ自社製の5速+リバース。燃料供給は、P4と同じくルーカス社製の機械式燃料噴射装置だったが、P4とは違い単点火で、ディノプレックスと呼ばれるトランジスタ点火装置を採用していた。ボディは、オープンのいわゆるCan-Amスタイルで、唯一ル・マンにだけクーペボディが使われた。ラジエーターはP4までのフロントではなく、リアウイング内の左右にラジエーターを搭載して、前面投影面積の軽減を図っている。また冷却用のダクトはフロントフェンダー内からドアの上部を通して、後部のラジエーターを冷却していた。312Pは非常に短期間で開発されたが、そのベースになったのは、Can-Am用の612Pであり、612Pを縮小することでその設計を流用した。またル・マンのレース時、トランスミッションはF1ベースのものから、前々年P4で使用したものへと変更された。
車両重量は680kgと発表されていたが、ライバルであったポルシェ908（350馬力）の630kgに比べると、あまりアドバンテージがあるとは言えなかった。
312Pは3台製造された。シャーシNO.0868、0870、0872が確認されている。
312Pのデビューは、1969年2月のデイトナ24時間を予定していたが、1月のテスト中にクラッシュし、出場を見送ることになった。実質の初レースは同年3月のセブリング12時間で、終盤のオーバーヒート修理のために2位でレースを終えている。4月のBOAC500マイルでは終盤のトラブルで4位入賞にとどまった。
次のモンツァ1000kmでは"0870"も完成し、312P初の2カーエントリーとなった。このレースで"0868"はストレートを走行中に、リアカウルが吹き飛びガードレールにクラッシュ、リタイアした。"0870"もエンジントラブルでリタイアし地元でのレースは良いところがなかった。その後、スパ・フランコルシャンで2位に入賞した。
ル・マンから"0872"が投入されたが、2台ともリタイアしている。ル・マンの後、312Pは耐久レースに出場することなくシーズンを終えた。翌1970年、5.0Lの512Sに主力が移行したため、2台ともNARTに売却され、デイトナ、セブリング、ル・マンにかぎりレースに出場した。
1台目の0868はモンツァでクラッシュした後、ショーカー「512Sベルリネッタ・スペチアーレ」として再生された。

## 512 S

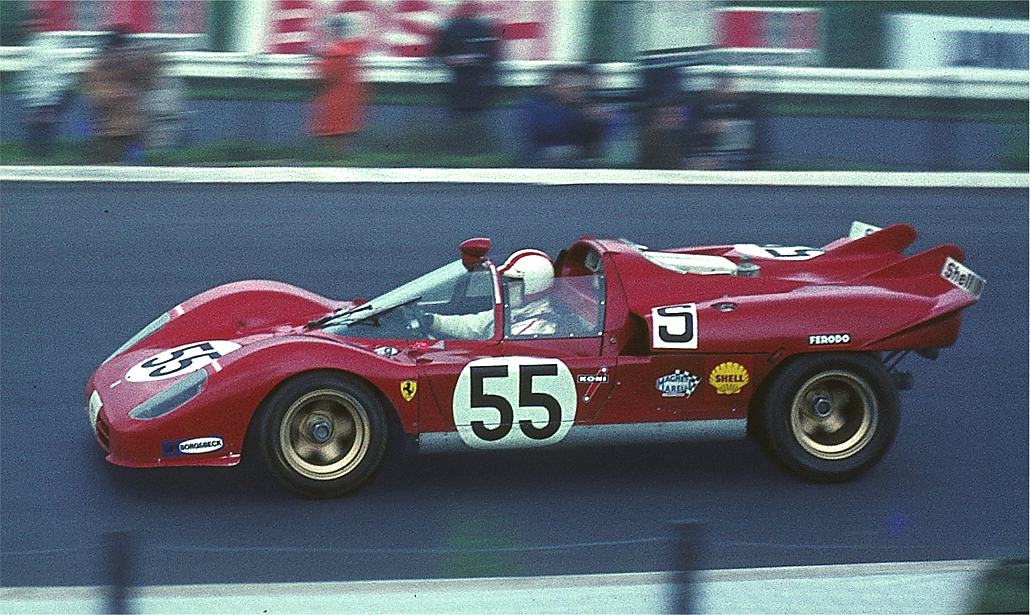
1970年 ニュルブルクリンク1000kmレースでのフェラーリ・512S（ドライバーはニーノ・ヴァッカレラ）

1969年、グループ4規定の最低生産台数が50台から25台に引き下げられたことにより、グループ6（プロトタイプ）の排気量3Lより、グループ4（スポーツカー）の排気量5Lのほうが、レースにおいて有利なのは明白であった。この変更で最も先手を打ったのがポルシェ917で、1969年のシーズン前に25台を生産し、グループ4のホモロゲートを取ってしまった（この1969年では917は熟成不足のため実力を発揮していない）。1969年シーズンを通して最も速かったのは、熟成なったポルシェ908であった。
1970年、フェラーリは512Sを送り出した。512Sの全体の設計は、312Pと同じくベースを612Pとし、約5ヶ月で1号車を完成させている。シャーシは一部モノコックに一部鋼管スペースフレームを組み合わせた「エアロ」とよばれるセミモノコック。サスペンションはフロントがダブルウィッシュボーン・リアは4リンクサスペンションを持つ。エンジンは60度V型12気筒DOHC4バルブ4,994ccから550hp/8,500rpmを発生した（発表時のデータ）。トランスミッションはフェラーリ自社製の5段を採用している。ボディは通常のベルリネッタ（クーペ）の他に、スパイダーとル・マンなどのレースに使われたロングテール仕様がある。
1969年11月始めに1号車の“1004”が完成。翌1970年1月にグループ4のホモロゲーションを取得するべく製作が続けられたが、当時依然として労働争議がイタリアを騒がしていたため、生産が大幅に遅れた。1970年1月に、FIAの係官がマラネッロを訪れたときに完成していたのは17台だけで、残りの8台は出来上がっていた部品を見せて何とかしのいだという状況だった。その結果、グループ4の認可が下りたのは、512Sのデビューとなる1月31日、デイトナ24時間レースの予選当日という非常にきわどいものだった。車体番号は"1002"から"1050"で、25台製造されたうちの9台は、スクーデリア・フェラーリがワークス用に使い、残りの16台はプライベーターへ売却された。
デイトナには5台の512Sがエントリーしていた。ワークスが3台、プライベーターが2台であったが、ワークスの"1026"が終盤917に抜かれ惜しくも3位になった。シーズン第2戦、ワークスの“1026”がセブリング12時間レースで優勝し、このシーズンの好調さを期待させた。続くBOAC1000kmでは5位、モンツァ1000kmでは優勝は逃したものの2〜4位に入賞、タルガ・フローリオではライバルのポルシェが3Lの908/03で挑む中、大排気量というハンデを乗り越え3位に入賞、スパ・フランコルシャン1000kmでは2位・4位入賞、ニュルブルクリング1000kmでは、ポルシェ908/03に対して3・4位に入賞した。
このニュルブルクリングでチャンピオンはポルシェに決定していたが、続くル・マンはフェラーリにとってチャンピオンシップ以上に価値があるものだったらしく、実に11台もの512Sがエントリーしていた。そのうちワークスは4台で、全てロングテール仕様のベルリネッタを採用、その結果最高速度は15km/hほど向上したが、車両重量が40kgほど重くなってしまった。レースは、半ばまでにワークスの4台は全てリタイア、プライベーターのN.A.R.Tのマシンが4位、エキュリー・フランコルシャンのマシンが5位入賞に止まった。続くワトキンズ・グレン6時間には3台出場し、1台が5位入賞、その翌日、同じくワトキンズ・グレンで開催されたCan-Amに出場した512Sは、大排気量のマシンを相手に5位に入賞している。この年の最終戦には、改良型の512Mのプロトタイプというべきマシンが2台出場しているが、結果は7位に終わっている。
512Sは、急造のマシンにしては速かったし、安定もしていたが、ライバルのポルシェ917に比べ、明らかに燃費が悪かった（レース中の給油回数がそれを表している）。さらにピット作業の不手際で失ったレースも多いうえ、ポルシェチームはレース毎に新車を使用していたため917が確実に熟成されたのに比べ、512Sはほとんど改良されなかったことが、ポルシェにチャンピオンをもたらしてしまった理由である。

## 512 M

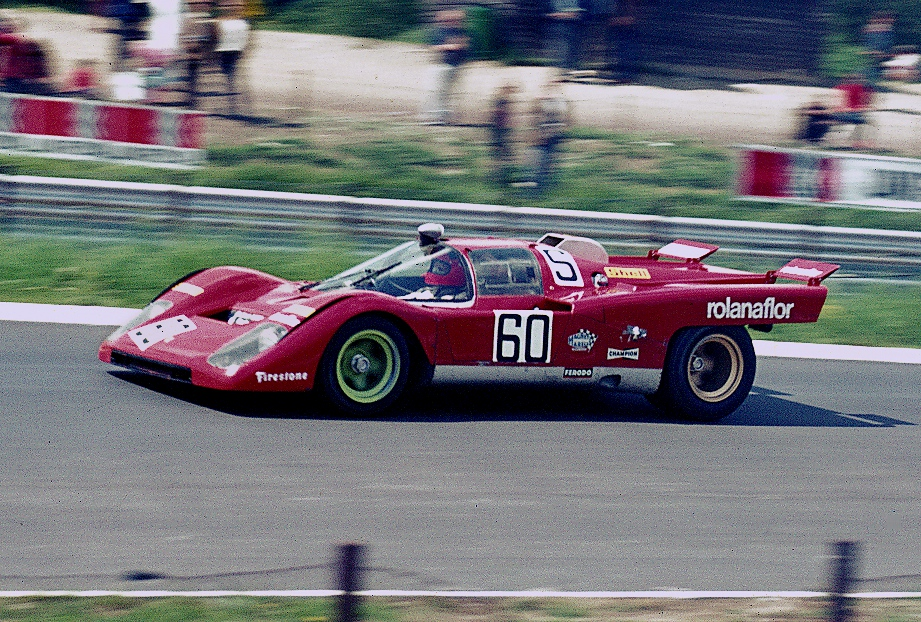
1971年 ニュルブルクリング1000kmでの512M

1970年の耐久選手権で、512Sはライバルより競争力がないことは誰の目にも明らかだった。そこでフェラーリはル・マンの終了後、1971年のシーズンに向けて512Sを改良した。改良された1971年型のマシンはModificata（改良型）のMをとって512Mと呼ばれた。512Mは全て512Sからのコンバートで製作されているが、その改造箇所はフレームのパイプ径の変更にまで至っており、ほぼ新車といっても良いレベルで製作された。512Sから大きく変わったのはボディワークで、その製作には、ライバルのポルシェの地元シュトゥットガルト工科大学の風洞施設を用いて決定された（この施設はポルシェも使用しており当時の最先端施設であった）。
まずノーズ下に収められていたスペアタイアをエンジン後部へ移動、ノーズの形状を低いウェッジシェイプにした。リアカウルの形状も、後部にかけ緩やかに高くなる形状へ変更、さらにボディ後端に角度変更ができるフラップが左右に付けられた。ボディはクーペ（ベルリネッタ）のみである。512Sの特徴でもあった、ルーフに付けられたバックミラーは残された。
シャーシは、パイプフレームの見直しに始まり、形状の変更、部品のサイズ見直しなど、全体に見直された結果、512Sより約70kg軽量化された。サスペンションの形状そのものに変更はなく、ジオメトリーの変更に留まった。リアホイールの幅が0.5in広げられた。
エンジンは吸排気バルブや、カムタイミングの見直しで最高出力が約40馬力向上した。ファクトリーでのベンチテストでは、616hp/8,600rpmをマークしたと記録されている。
1号車は1970年9月に完成し、耐久選手権の最終戦オーストリア1000kmに出場した。このレースでは序盤、圧倒的な速さで首位を走行したが、電気系統のトラブルでリタイアしている。更にこの年の11月、南アフリカのキャラミ9時間レースに2台出場、ポールポジションを獲得した"1010"はスタート時にフライングを犯し1分のペナルティを課せられるも、圧倒的な速さでそのハンデを克服し、2位のポルシェ917に2周差をつけて512Mとして初優勝した。
FIAは、マシンの高速化と開発費の抑制を理由に、1972年からのチャンピオンシップを3Lプロトタイプカーのみに限定すると発表したため、5Lのスポーツカーは1971年シーズンまでの命となってしまった。512Mは1970年シーズン終盤に見せた速さからすれば、1971年シーズンはポルシェ917の強力なライバルになりえると思われていたが、フェラーリは1972年用3Lマシン〔312PB〕の開発に専念するため、512Mをプライベートチームに委ねることにした。その後、512Sは次々と512Mへ改良され、ワークスで使用されたマシンも含め、全てプライベーターへ売却された。
プライベートチームに託された512Mで、最も活躍したのが、アメリカのロジャー・ペンスキー率いるペンスキー・レーシングの“1040”である。この512M“1040”は1970年に512SとしてCan-Amへ参戦した後ペンスキーへ託され、1971年の耐久レース（アメリカ国内の3戦とル・マンに限定）へ参戦した。“1040”は512M用の改造パーツを用いて、ペンスキーチームでシャーシのリベット1本に至るまで分解され、再組み立てされ強度を高められた。
ボディワークはオリジナルをベースに軽量なものが作り直され、オリジナルではリアの左右に配置されたフラップが大型の1枚ウイングに変更されていた。車体は当時ペンスキーチームのメインスポンサーであったサンオイル・コーポレーション（通称スノコ：SUNOCO）のチームカラーである、ブルーとイエローに塗られていた。
エンジンはトラコ・エンジニアリングの手によって、チューニングが施され30馬力ほど最高出力が向上していた。
全ての配線と配管は、航空機用の材料を使い作り直され、駆動系から足回りまで、全て新品部品でリビルドされた結果、他のチームより格段に信頼性が上がり、ワークスポルシェを脅かすほど高い競争力を持った。
"1048"はスクーデリア・フィリピネッティへ供給され、1971年のブエノスアイレス1000kmレースで一時2位を走行、その後トラブルのため7位に止まった。その後マイク・パークスの手により"512F"へと改装されて1971年のル・マン24時間レースに登場している。改装後のテストして出場したヴァレルンガのローカルレースでは優勝を果たしている。マシンの特徴は、低く狭められたキャノピー（オリジナルの512Mより40mm低く120mm狭い）と、中央よりの着座ポジション、更に高速時のダウンフォースを狙ったリアウイングなどである。

## 312 PB

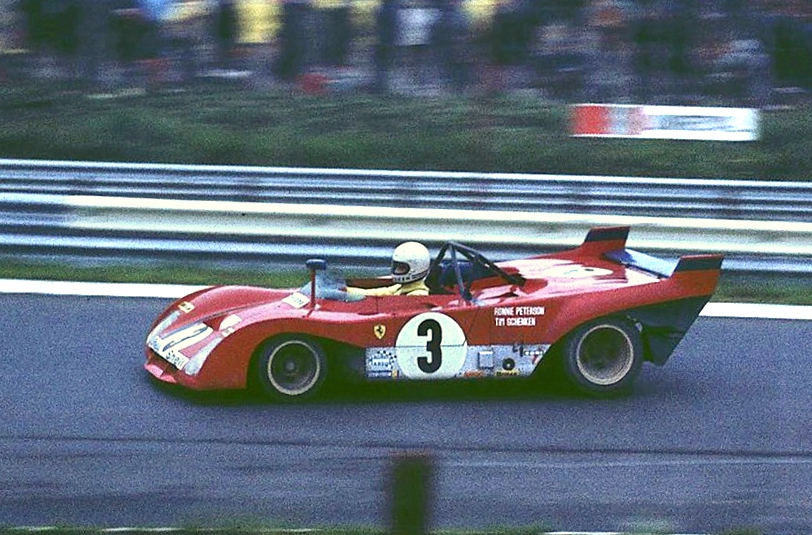
1972年 ニュルブルクリング1000kmでの312PB"0886"

スクーデリア・フェラーリとして最後のワークスカーとなったプロトタイプスポーツカー、またフェラーリが獲得した最後の世界メーカー選手権の優勝車両でもある。
1970年の春、FIAの決定により1972年からの耐久レース世界選手権は、3Lマシンにチャンピオンシップが掛けられ、その結果、512Sや512M、ポルシェ917などは締め出される運命にあった。そこでフェラーリは先が1年しかない5Lマシンに見切りをつけ、新たに3Lマシンとして312PBを開発することになった。
312PBのBはBOXERを表しているが、フェラーリの正式な名称ではなく、1969年の312Pと混同を避けるため、Bがついたと言われる。なお、通常ボクサーエンジンは水平対向エンジンを示すが、312PBのエンジンはひとつのクランクピンを向かい合うピストンのコネクティングロッドが共用している構造上180度V型というべきもので、水平対向エンジンではない。
エンジンのベースになったのは、1970年からF1に登場した312Bエンジンで、これをデチューンし耐久仕様とした。このエンジンの構造上の利点は、重心位置が低いこと、エンジン剛性が高いこと、12気筒としては無類に摩擦が少ないことが挙げられる。カム駆動はギアトレインとなり、高回転に寄与した。反面、このエンジンは寿命が短く、1レース毎のプリペアがなければ、まともにレースで戦うことができなかったと言われる（ウォータージャケットの設計が良くなかったとも、シリンダーヘッドの取り付け面に問題があったとも言われる）。燃料噴射装置や点火装置は312Pと全く同様であった。最高出力は440hp/10,800rpmと発表されていた。
初期型（1971年型）はエンジンのフロント側に、燃料噴射装置や点火用ディストリビューターが取り付けられていたが、整備性向上のため、1972年型からはエンジンの上方に移動された。
シャーシは330P2から続く、「エアロ」と呼ばれる伝統のセミモノコック、ホイールベースは2,220mm、車両重量は585kg（発表時）で312Pより小さく、軽く作られた。サスペンションはF1式の前後ダブルウィッシュボーン、ブレーキもF1からの流用で、ガーリング製のベンチレーテッド、フロント・リアともアウトボードにマウントされた。タイヤ/ホイールもF1と同じフロント13in・リア15inを履く。ホイールはカンパニョーロ製のマグネシウム合金製で、リム幅はフロント10in、リアは15in（1971年型）となっていた。
ボディは、512MとCan-Amマシンのデザインを良い所取りしたフェラーリ自社デザイン、製作はトリノのジガーラ&ベルティネッティで、開発時はアルミニウム、実戦型は繊維強化プラスチックで作られた。
1971年用の312PBは3台製作され、1970年12月にモデナで披露された後、1台が南アフリカのキャラミ・サーキットでシェイクダウンを行った。1971年をマシンの熟成に当てたフェラーリは、各レースに1台だけエントリーをさせた。
312PBは、初レースとなる1971年1月のブエノスアイレス1000kmで、イグナツィオ・ギュンティが後に、「ブエノスアイレスでの悲劇」と言われるアクシデントで事故死し、最悪のデビューとなった。1971年は、同じイタリアのアルファロメオのティーポ33/TT3が3Lクラスのライバルとなり、他の5Lマシンに混じって時折1位を走行するも、その耐久性の低さを露呈し、リタイアになるレースが多かった。最高位はBOAC1000kmの2位であった（ノンチャンピオンシップのイモラ500kmでは優勝している）。
1972年、312PBはエンジンの耐久性を高められ、最高出力も450hp/11,000rpmへと向上していた。ギアボックスにも改良が加えられ、ミッションケースが分割式になり、ギアの交換がミッションを降ろさなくてもできるようになった。レギュレーション変更で最低重量が復活した（3Lクラスは650kg）が、最低重量を下回っていた312PBは、その重量差を車体の補強へ使用しシャーシを強化した。ボディ形状も変更され、車体が低められたが、前後ホイールのリムが1in広げられたのに伴い幅が広げられた。1972年用として6台製造され（“0882”から“0892”）、さらにシーズン中2台（“0894”と“0896”）が追加生産され、計8台がシーズンを通して使用された。（“0898”は製作されなかったとする資料と、1972年のモンツァでクラッシュした"0884"の再生に使用されたとする資料がある）。
1972年からチーム体制が変えられ、1台につき専属メカニックが3名、1レースに3台出場させる体制であったが、3台1チームを2チーム編成し、交代で出場させる体制がとられた。これでレースに出ていない方のチームは、マラネッロでマシンの整備に専念することになったが、これにより勝利への体制がより強固になったと言える。
前年の熟成期間と、新しいチーム体制が功を奏し、第1戦のブエノスアイレス1000kmから、第8戦ニュルブルクリング1000kmまで全て優勝、出場しなかったル・マン24時間レースを除き、出場した全てのレースで優勝し、マニファクチャラーズ・チャンピオンとドライバーズタイトル（ジャッキー・イクス）を獲得した。
1973年に向けて、フランスのマトラ・シムカが世界メーカー選手権にフル参戦することを表明、312PBが出場しなかったル・マンで優勝するなど、マトラ・シムカのMS670Bは、実力もフェラーリ312PBと五分と思われた。
312PBの1973年型として改良された点は、シャーシではホイールベースを120mm延長されたこと、タイヤが、レースから撤退したファイアストンからグッドイヤーへ変更されたこと、リアブレーキがインボード化され、それに伴いリアサスペンションのロアアームが変更されたことが挙げられる。
エンジンはF1での熟成をうけ、ボア・ストロークがF1と同じ80×49.6mmになり、総排気量が2,992ccへ、最高出力も460hp/1,1000rpmへ向上した。
ボディは空力が改められ、ノーズ・リアカウルの形状が変更された。更にリアウイングが1972年型より高くされ、エンジンのインダクションポッドが追加された。
1973年のチーム体制は、大株主フィアットの意向を受け、大幅な予算削減により、使用マシンは5台で新造はせず、さらにレースの重要度によって、3台と2台を使い分けることになった。
シーズン序盤のレースは、第1戦を欠場（資金不足のためといわれる）、第2戦からの参戦であったが、延長されたホイールベースが仇のアンダーステアが解消できず、第4戦のモンツァ1000kmで漸く実力を発揮し優勝した。その後はマトラチームとほぼ互角の戦いを繰り広げたが、ル・マンではマトラに優勝を許し、その後最終戦ブエノスアイレス1000kmが、アルゼンチンの政情不安のためキャンセルされた結果、有効ポイントで勝るマトラにチャンピオンシップを奪われてしまった（この年のチャンピオンシップには有効ポイント制度が導入されていた）。
1974年に向けて、フェラーリは312PBのボディスタイルを一新するなど改良を施したが、1973年以後、312PBがワークスとしてスポーツカーレースに出場することはなかった。出場を取りやめた一番の理由は、大株主であるフィアットからレース予算の大幅削減を求められた結果、F1一本へ絞らざるを得なかったためといわれる。その結果、1974年以降F1では大躍進することになった。312PBは1974年以後、プライベーターからいくつかのレースに参戦している。